# Pol Demeuter
Leopold (Pol) Demeuter (Ganshoren, 9 mei 1904 - 2 juli 1934) was een Belgisch motorcoureur.

## Levensloop
Demeuter, fabrieksrijder voor FN, werd in 1933 vice-europees kampioen en in 1934 Europees kampioen in de 500 cc.  Het daaropvolgende weekend nam hij deel aan de Grand Prix-wegrace van Duitsland op het circuit van Hohenstein-Ernstthal. Tijdens de race verloren Eric Haps en Gunnar Kalén (in twee verschillende incidenten) het leven. Zijn manager riep Demeuter daarop naar de kant, een signaal dat evenwel niet werd begrepen door Demeuter. De daaropvolgende ronde verloor hij de controle over zijn stuur en crashte. Hij werd overgebracht naar een nabijgelegen hospitaal, maar stierf de volgende ochtend.